# 阿什菲爾德 (麻薩諸塞州)
阿什菲爾德（英語：Ashfield）是一個位於美國麻薩諸塞州富蘭克林縣的鎮。

## 人口
根據2020年美國人口普查的數據，阿什菲爾德的面積為104.30平方千米，當中陸地面積為103.60平方千米，而水域面積為0.70平方千米。當地共有人口1695人，而人口密度為每平方千米16人。